# Melatonin
Melatonin (N-acetil-5-metoksitriptamin) je človeku lasten hormon, ki ga najdemo pri živalih in drugih živih organizmih, tudi v algah. Njegova koncentracija se spreminja med dnevnim ritmom. Melatonin je pomemben pri uravnavanju cirkadianih ritmov številnih bioloških funkcij. Mnogi biološki učinki melatonina so posledica aktivacije receptorjev za melatonin, medtem ko so ostali posledica njegove prodorne in močne antioksidativne sposobnosti, posebej pri zaščiti jedrne in mitohondrijske DNA.
Hrana lahko vsebuje nakaj melatonina v sledovih, vendar ni pri nobeni hrani dokazano, da bi dvigovala plazemsko koncentracijo melatonina. 

## Biosinteza
Pri višjih živalih, vključno s človekom, melatonin nastaja v pinealocitih v češeriki, ki se nahaja v možganih, vendar izven krvno-možganske pregrade, kakor tudi v očesni mrežnici, leči, gastrointestinalnem traktu in ostalih tkivih. Največji organ, ki proizvaja melatonin, je koža, kjer se tvorita tako melatonin kot njegov stranski proizvod AFMK (N-acetil-N-formil-5-metoksikinuramin). Oba se naravno sintetizirata iz aminokisline triptofana preko serotonina, ki se z encimoma N-acetiltransferazo in 5-hidroksiindol-O-metiltransferazo pretvori v melatonin.
Tvorba melatonina v češeriki je pod vplivom suprakiazmatičnega jedra(SCN) v hipotalamusu, ki iz očesne mrežnice prejema informacije o dnevnem vzorcu svetlobe in teme. Tako ritmičnost SCN kot tvorba melatonina sta pod vplivom svetlobne informacije, ki potuje skozi retinohipotalamični trakt (RHT).
Informacija o svetlobi/temi doseže SCN preko fotosenzitivnih ganglijskih celic v očesni mrežnici, ki so pravzaprav fotosenzitivne fotoreceptorske celice (te svetlobne celice so zraven paličic in čepkov tretji tip celic očesne mrežnice), različne od tistih, ki sodelujejo pri tvorbi slike. Predstavljajo približno 2% vseh ganglijskih celic očesne mrežnice pri ljudeh in izražajo fotopigment melanopsin. Občutljivost melanopsina sovpada s fotopigmentom, ki temelji na vitaminu A in sicer z vrhom pri 484 nm valovne dolžine (modra svetloba). Ta obseg svetlobe narekuje cirkadiani ritem in produkcijo specifičnih živčnih in endokrinih signalov, izzvanih s temo/svetlobo, ki uravnavajo vedenjske in fiziološke cirkadiane ritme. Melatonin se izloča v temi pri živalih, ki so aktivne ponoči ali podnevi.
Melatonin lahko proizvajajo tudi nekatere periferne celice, kot so celice kostnega mozga, limfociti in epitelne celice. Običajno je koncentracija melatonina v teh celicah mnogo višja kot v krvi, vendar naj nanjo ne bi vplivala svetloba.
Melatonin sintetizirajo tudi nekatere rastline, kot na primer riž, in ta zaužiti melatonin naj bi se vezal na vezavna mesta za melatonin v možganih sesalcev.

## Zgodovina
Melatonin je povezan z mehanizmom, s katerim nekatere dvoživke in plazilci menjajo barvo kože. V  povezavi s tem je bil tudi odkrit. McCord in Allen (J Exptl Zool, 1917) sta dokrila, da je ekstrakt iz žlez češerike pri kravah razsvetlil žabjo kožo, medtem ko je Aaron B. Lerner zaslužen za poimenovanje hormona in določitev njegove kemijske strukture leta 1958. V srednjih sedemdesetih so Lynch in ostali odkrili, da tvorba melatonina tudi pri ljudeh izkazuje cirkadiani ritem. 

## Distribucija v sesalskem telesu
V češeriki, ki se nahaja izven krvno-možganske bariere, tvorjen melatonin se obnaša kot endokrini hormon, kajti sprošča se v kri, medtem ko se v očesni mrežnici in gastrointestinalnem traktu (GIT) tvorjen melatonin obnaša kot parakrini hormon.

## Vloga v živalskem telesu
Mnoge živali uporabljajo časovno različnost tvorbe melatonina vsak dan kot sezonsko orientacijo. Pri živalih in ljudeh sta sinteza in izločanje melatonina odvisna od različne dolžine noči poleti in pozimi. Različna dolžina izločanja tako služi kot biološki signal za organizacijo sezonskih funkcij, odvisnih od dolžine dneva (fotoperiodičnih), kot so reprodukcija, vedenje, rast dlak in prikrivanje barv pri sezonskih živalih. Pri sezonskih živalih, ki nimajo dolge gestacijske dobe in se parijo v času med daljšo dnevno svetlobo, melatoninski signal nadzoruje variiranje njihove spolne fiziologije in eksogeni melatonin lahko sproži podobne fiziološke učinke pri živalih, vključno s holandskimi pticami in hrčki. Melatonin lahko zatre poželenje tako, da inhibira izločanje luteinizirajočega hormona (LH) in folikle stimulirajočega hormona (FSH) iz adenohipofize, posebej pri sesalcih, ki imajo paritveno dobo izven obdobja dnevne svetlobe. Melatonin zavre razmnoževanje živali, ki se razmnožujejo v času med daljšo dnevno svetlobo, medtem ko ga pri živalih, ki se razmnožujejo v času s krajšo dnevno svetlobo, spodbuja.
Ponoči melatonin regulira leptin, in sicer znižuje koncentracije leptina, hormona, ki uravnava prehranjevanje (lakoto).

## Vloga pri ljudeh

### Cirkadiani ritem
Pri ljudeh se melatonin tvori v kot grah veliki žlezi češeriki, ki se nahaja v središču možganov, vendar izven krvno-možganske pregrade. Melatonin sodeluje pri ciklu za spanje-budnost tako, da povzroča zaspanost in zniža telesno temperaturo, vendar je kljub temu centralni živčni sistem (predvsem suprachiasmatic nuclei /SCN) tisti, ki uravnava dnevni cikel parakrinega in endokrinega sistema.

### Svetlobna odvisnost
Svetloba zavre tvorbo melatonina, medtem ko jo tema spodbuja, zaradi česar je ta hormon znan kot »hormon noči«. Izločanje in koncentracija v krvi sta največji sredi noči, v drugi polovici noči začne postopoma padati. Značilna so tudi normalna časovna odstopanja, odvisna od posameznikovega kronotipa (tj. lastnosti, kdaj v dnevu je posameznik bolj ali manj aktiven).
Do nedavnega so bili ljudje v zmernih klimatskih pasovih pozimi izpostavljeni le šesturni dnevni svetlobi, dandanes pa umetna svetloba zmanjša izpostavljenost temi na obdobje osem ur ali manj skozi vse leto. Že manjša svetloba zmanjša tvorbo melatonina do določene stopnje, medtem ko lahko prekomerna razsvetljava pomembno zmanjša tvorbo. Ker je predvsem modra svetloba tista, ki zavre tvorbo melatonina, lahko nošenje očal, ki zaustavljajo modro svetlobo, v času pred spanjem zmanjša izgubo melatonina. Prav tako je nošenje očal, ki zaustavljajo modro svetlobo, priporočljivo za ljudi, ki se navajajo na zgodnejši čas spanja, saj melatonin izzove zaspanost.

### Antioksidant
Poleg tega, da usklajuje biološko uro, izkazuje melatonin tudi močno antioksidativno sposobnost, ki je bila odkrita leta 1993. V mnogih nižjih življenjskih oblikah služi samo temu namenu. Melatonin je antioksidant, ki zlahka prehaja celične membrane in krvno-možgansko pregrado. Melatonin je direktni odnašalec OH-, O2 in NO in za razliko od drugih antioksidantov ni podvržen redoks ciklu, ki predstavlja sposobnost molekule, da je podvržena ponavljajočima se redukciji in oksidaciji, kar omogoča drugim antioksidantom (vitamin C), da ponovno pridobijo svoje antioksidativne lastnosti, medtem ko se enkrat oksidiran melatonin ne more več reducirati do prejšnjega stanja, saj po reakciji z radikali tvori stabilne končne produkte. Zaradi tega mu pravimo terminalni oz. samomorilski antioksidant.
Nedavne študije nakazujejo, da naj bi bil prvi presnovek melatonina v antioksidativni poti N(1)-acetil-N(2)-formil-5-metoksikinuramin (AFMK) in ne pogost izločen 6-hidroksimelatonin sulfat. AFMK je moč najti tako pri enoceličarjih kot mnogoceličarjih. Ena molekula AFMK lahko nevtralizira do 10 ROS/RNS (reaktivne kisikove zmesi/reaktivne dušikove zmesi), saj so vključno z melatoninom mnogi produkti reakcije tudi sami antioksidanti. Ta antioksidativna aktivnost je razširjena na kar četrtino presnovkov melatonina. Procesu pravimo »kaskada odstranjevanja radikalov«, česar ne poznamo pri običajnih antioksidantih.
Pri živalskih modelih melatonin prepreči poškodbe DNA, povzročene s karcinogeni, in sicer tako, da zaustavi njihov mehanizem, s katerim povzročijo raka. Dokazano je tudi, da naj bi bil učinkovit pri zaščiti pred možganskimi poškodbami, povzročenimi s sprostitvijo ROS pri hipoksičnih možganskih poškodah pri novorojenih podganah. Antioksidativna aktivnost melatonina naj bi tudi zmanjšala škodo pri nekaterih tipih Parkinsonove bolezni, preprečeval naj bi srčne aritmije in zviševal življenjsko dobo (po nekaterih študijah naj bi zvišal povprečno življenjsko dobo miši za 20%).

### Imunski sistem
Kljub temu da melatonin interagira z imunskim sistemom, podrobnosti teh interakcij še niso znane. Narejenih je bilo nekaj študij, ki naj bi potrdile učinkovitost melatonina pri zdravljenju bolezni. Večina podatkov je osnovanih na majhnih, nepopolnih kliničnih študijah. Vsakršen pozitiven imunološki učinek naj bi bil rezultat delovanja melatonina na receptorje z veliko afiniteto (MT1 in MT2), ki se izrazijo v imunokompetentnih celicah. V predkliničnih študijah naj bi melatonin stopnjeval tvorbo citokina in s tem preprečil pridobljene primanjkljaje. Nekatere študije naj bi dokazovale, da naj bi bil melatonin uspešen pri preprečevanju infekcijskih bolezni, vključno z virusnimi (HIV), bakterijskimi in potencialno pri zdravljenju raka.
Endogeni melatonin v človeških limfocitih je povezan s tvorbo interlevkina-2 (IL-2) in ekspresijo receptorja za IL-2, kar naj bi pomenilo, da je melatonin udeležen pri širjenju od antigena spodbujenih človeških T limfocitov. V kombinaciji s kalcijem je imunostimulator in se uporablja kot adjuvant pri nekaterih kliničnih protokolih. Nasprotno lahko naraščajoča aktivnost imunskega sistema poslabša avtoimune motnje. Pri pacientih z revmatoidnim artritisom je produkcija melatonina večja kot pri zdravih posameznikih enake starosti.

### Sanjanje
Nekateri posamezniki, ki uživajo dodatne količine melatonina, poročajo o intenzivnem sanjanju. Ekstremno visoke doze melatonina (50 mg) zelo podaljšajo REM fazo spanja in sanjanje pri ljudeh brez ali z narkolepsijo. Mnoga psihoaktivna zdravila kot na primer kanabis in LSD (lizerška kislina dietilamid) zvišujeta sintezo melatonina. Nepolarne (lipidotopne) indolne halucinogene droge oponašajo aktivnost melatonina v budnem stanju in obe delujeta na ista področja možganov.

### Avtizem
Posamezniki z avtizmom imajo lahko nižjo stopnjo melatonina kot zdravi posamezniki. Študija iz leta 2008 je dokazala, da imajo tudi neprizadeti starši avtistov nižjo stopnjo melatonina, in sicer je primanjkljaj povezan z nizko aktivnostjo gena ASMT, ki kodira zadnji encim v sintezi melatonina.

## Potencialne medicinske indikacije
Melatonin so proučevali za zdravljenje raka, imunskih bolezni, kardiovaskularnih bolezni, depresije, SAD(sezonska depresija), motnje cirkadianega ritma spanja in seksualne disfunkcije. Alfred J. Lewy in ostali raziskovalci so ugotovili, da mogoče izboljša neujemanje cirkadianega ritma in SAD. Osnovne raziskave kažejo, da melatonin lahko igra pomembno vlogo pri spreminjanju posledic zlorabe drog, kot je kokain.

### Zdravljenje motenj cirkadianega ritma
Standardno zdravljenje sindroma zapoznele faze spanja in spalno-budnega sindroma, ko 24h ne spiš, zdravimo tako, da vzamemo eksogeni melatonin zvečer, skupaj s svetlobno terapijo. To uporabljajo tudi za zdravljenje drugih motenj cirkadialnega ritma kot so jet lag( ljudje ki potujejo čez ocean) in problem ljudi, ki delajo rotirano oz. v nočnih izmenah. Če melatonin vzamemo 30 do 90 minut pred spanjem deluje kot blag hipnotik, zato ker se njegova koncentracija v krvi dvigne hitreje, kot bi se zaradi lastne možganske produkcije. Če vzamemo majhno dozo več ur pred spanjem, melatonin v skladu s fazo krivulje odziva ne povzroči spanja, ampak deluje kot kronobiotik(vidiki, ki vplivajo na biološko časovno strukturo).

### Zaščita pred ishemično poškodbo
Testiranje melatonina na podganah je pokazalo, da zmanjša poškodbo tkiv pri ishemiji v možganih in na srcu, vendar tega niso testirali na ljudeh.

### Učenje, spomin in Alzheimer
Melatoninski receptorji so pomembni pri procesu učenja in spomina pri miškah. Melatonin lahko spremeni elektrofiziološki proces povezan s spominom kot je dolgoročno potenciranje. Prva javno objavljena evidenca, da bi melatonin lahko bil uporaben pri zdravljenju Alzheimerjeve bolezni je bila demonstracija, da ta hormon prepreči nevronsko smrt zaradi izpostavljenosti beta amiloidnemu proteinu, ki je nevrotoksična substanca in se akumulira v možganih bolnika z motnjami. Melatonin prav tako inhibira agregacijo beta amiloidnega proteina v možganih v nevrotoksične mikroagregate, ki so osnova za nevrotoksičnost tega proteina, ki povzroča smrt nevronov in nevrofibrilarne pentlje - te so drugi patološki znak Alzheimerjeve bolezni.
Melatonin pri podganah preprečuje hiperfosforilacijo tau proteina, ki prav tako lahko povzroči tvorbo nevrofibrilarne pentlje. Te najdemo tudi v hipotalamusu pri bolnikih z Alzheimerjevo boleznijo, kjer negativno vplivajo na telesno produkcijo melatonina. Ti bolniki imajo specifično stisko, ki se kaže kot povečana popoldanska vznemirjenost. Študije kažejo na učinkovito zdravljenje z melatoninom, ki ga bolnik vzame zvečer.

### Motnje pozornosti s hiperaktivnostjo (ADHD)
Raziskave kažejo, da ko pacient z ADHD vzame melatonin kot metilfenidat se čas, ki je potreben, da zaspi bistveno zmanjša. Na daljne uporaba melatonina po treh mesecih ne pokaže  nobenih sprememb v učinku kot po enem tednu uporabe melatonina.

### Plodnost
Raziskovalna ekipa iz Italije je odkrila, da jemanje melatonina zvečer pri ženskah v menopavzi povzroči boljše delovanje ščitnice in večjo raven gonadotropina, kot tudi obnovitev plodnosti in menstruacije ter preprečevanje depresije povezane z menopavzo. Istočasno pa nekateri viri svarijo ženske naj ne jemljejo melatonina. Ena študija kaže, da 3 mg melatonina vzetega zvečer dvigne raven prolaktina pri 6 od 7 žensk. Melatonin prav tako zniža FSH raven. Verjame se, da ta hormonska sprememba lahko nekaterim ženskam škoduje pri plodnosti.

### Toksičnost
Melatonin kaže nizko toksičnost pri podganah. Toksičnost za podgano: brez opaznega škodljivega učinka in manjši opazni neželeni učinki so bili pri 100 in 200 mg/kg/dan, razvojna toksičnost pa pri >200mg/kg/dan.

### Glavoboli
Številne klinične študije kažejo, da jemanje melatoninskih pripravkov učinkuje pri preprečevanju migrene in glavobolov.

### Motnje razpoloženja
Melatonin se je izkazal kot učinkovit pri zdravljenju ene oblike depresije SAD(sezonska depresija), bipolarnih motenj in drugih motenj, kjer so vkjučene motnje cirkadialnega ritma. Pri bipolarni motnji so opazili zelo veliko občutljivost na svetlobo, kar pomeni zmanjšano izločanje melatonina zaradi izpostavljanja svetlobi ponoči. To bi bilo v kontrastu s tem, da bipolarni ljudje brez droge ne kažejo velike občutljivosti na svetlobo.

### Rak
Klinična študija, ki je vsebovala 643 rakavih bolnikov je pokazala, da uporaba melatonina zmanjša število smrti. Druga klinična študija bo končana šele leta 2012. Ponoči je raven melatonina znižan za 50%. Pokazali so, da ženske s svetlejšo spalnico imajo večjo možnost za raka na prsih. Znižana produkcija melatonina ponoči pa je verjetni faktor za bistveno višjo pogostost raka pri nočnih delavcih.

### Žolčni kamni
Prisotnost melatonina pri žolčnih kamnih ima mnoge zaščitne lastnosti kot so: pri pretvorbi holesterola v žolč, zaščiti pred oksidativnim stresom in pri povečanju mobilnosti žolčnih kamnov iz žolčnika. Prav tako zmanjšuje količino holesterola, proizvedenega v žolčniku, z uravnavanjem holesterola, ki prehaja skozi črevesno steno. Pri morskih prašičkih, melatonin ponovno vzpostavi normalno delovanje z zmanjšanjem vnetja po sproženem holecistitisu, ne glede na to ali ga damo pred ali po začetku vnetja. Relativno gledano je koncentracija melatonina v žolču 2-3 krat višja nasproti zelo nizkim dnevnim ravnem melatonina v krvi, pri številnih sesalcih, vključno s človekom.

### Drugo
Melatonin je vpleten v regulacijo telesne teže in bi lahko pomagal pri zdravljenju debelosti (posebej ko je kombiniran s kalcijem). Histološko se verjame, da ima melatonin neke učinke tudi pri spolni razvitosti pri višjih organizmih. Vključen je vsaj pri sezonskem razmnoževanju glodalcev.

## Uporaba kot zdravilo ali prehransko dopolnilo
Kot zdravilo se melatonin uporablja za sihronizacijo cirkadialne ure na okoljske cikle in lahko ima koristne učinke pri zdravljenju nekaterih oblik nespečnosti. Njegov terapevtski potencial je omejen z njegovim kratkim biološkim razpolovnim časom, slabo biološko razpoložljivostjo in dejstvom, da ima številne nespecifične aktivnosti. V nedavnih študijah pa kaže dobre rezultate pri zdravjenju nespečnosti pri starejših.
Primaren namen uporabe melatonina je kot naravna pomoč za boljše spanje. Naključne koristi za zdravje in dobro počutje se z daljšo uporabo melatonina nabirajo, zaradi njegove vloge kot antioksidant ter spodbujanja imunskega sistema in več komponent endokrinega sistema.

### Odmerek
Študije iz Massachusett inštituta za tehnologijo kažejo, da naj bi melatoninske tablete, ki se prodajajo kot dodatek, vsebovale tri do desetkratno količino melatonina, ki je potreben za doseganje zaželenih nočnih ravni melatonina v krvi, da dosežemo bolj hiter začetek spanja.  Odmerki so načrtovani tako, da dvignejo raven melatonina za več ur, da izboljšajo kvaliteto spanja, ampak nekatere študije kažejo, da so manjši odmerki npr. 0.3 mg proti 3 mg ravno tako enako učinkoviti. Večji odmerki melatonina so lahko kontraproduktivni. Lewy je podprl idejo, da preveč melatonina vpliva na napačno območje na melatoninski krivulji odziva. Na enem od njegovih predmetov je 0.5 mg bilo učinkovitih, 20 mg pa ne.

## Razpoložljivost in varnost
V večini držav je melatonin na voljo brez recepta, ponekod pa le na recept ali pa sploh ni na voljo. Hormon se jemlje peroralno ali sublingvalno, na tržišču je lahko v obliki kapsul, tablet ali tekočine. Poznamo pa tudi v obliki transdermalnih obližev.

### Prehransko dopolnilo
V ZDA je melatonin prisoten na tržišču kot prehransko dopolnilo in ne kot zdravilo, zato FDA predpisi, ki veljajo za zdravila zanj ne veljajo. Vendar bodo nova pravila FDA, ki bodo začela veljati junija 2010, zagotovila, da bodo vsa prehranska dopolnila ustrezala zahtevam GMP (dobra proizvodna praksa). V Sloveniji je melatonin prisoten na tržišču le kot zdravilo Circadin® 2 mg, ki je na negativni listi in ga je možno dobiti le na recept.

### Pediatrija
Embalaža melatonina svari pred uporabo pri otrocih. Do sedaj je bila narejena le ena dolgoročna študija, ki podaja oceno učinkovitosti in varnosti pri otrocih. Opazili niso nobenih resnih problemov glede varnosti, ki so jih ocenili s pomočjo strukturiranega vprašalnika za starše, v nobenem od 94 proučevanih primerov. Otroke so povprečno spremljali 3,7 let in ugotovili, da je dolgoročno zdravljenje pri težavah s spanjem bilo učinkovito v 88% primerov.

### Podaljšano sproščanje pri starejših bolnikih
Melatonin je na voljo kot zdravilo na recept s podaljšanim sproščanjem pod imenom Circadin®, ki ga proizvaja Neurim Pharmaceuticals. EMEA (evropska agencija za zdravila) je dovolila uporabo Circadina 2 mg za paciente stare 55 let ali več kot monoterapijo za kratkotrajno zdravljenje primarne nespečnosti pri kateri je značilna slaba kakovost spanca.

### Neželeni stranski učinki
Melatonin povzroča zelo malo neželenih stranski učinkov, v prvih treh mesecih, ko ga zdravi ljudje jemljejo v nizkih dozah. Sistematični pregled leta 2006 je posebej pogledal učinkovitost in varnost uporabe melatonina v dveh kategorijah: motnje spanja, ki so sekundarnega pomena druge diagnoze in motnje spanja kot so jet lag in izmensko delo, kjer je spanje omejeno. Kombinirani rezutati devetih študij kažejo, da osebe s sekundarno motnjo spanja preferirajo melatonin pred placebom, vendar ni signifikantne razlike. Kakorkoli, ko so izključili en deviant(podatek, ki bistveno odstopa) študije je bil melatonin signifikantno boljši kot placebo. Podobne rezultate so dobili pri izmenskem delu in jet lagu. Študije zaključujejo, da je melatonin varen pri kratkotrajni uporabi. V večini svojih analiz tako navajajo, da ni signifikantne razlike med melatoninom in placebom, celo najpogostejši neželeni učinki o katerih so poročali: glavobol, omotičnost, slabost in zaspanost, se ne razlikuje signifikantno med melatoninom in placebom. Podobna analiza, ki jo je opravila ista ekipa eno leto prej o učinkovitosti in varnosti eksogenega melatonina pri zdravljenju primarne motnje spanja je ugotovila, da obstaja nekaj dokazov, ki kažejo na to, da je melatonin učinkovit pri zdravljenju sindroma zapoznele faze spanja ter da je njegova uporaba varna pri kratkotrajnem jemanju do treh mesecev. Neželeni učinki pri nekaterih ljudeh, zlasti pri visokih odmerkih ( 3 mg / dan ali več) so: glavobol, slabost, razdražljivost, hormonska nihanja, žive sanje in nočne more ter zmanjšan pretok krvi. Melatonin povzroča zaspanost, zato je potrebna previdnost pri vožnji in opravljanju s stroji. Pri avtoimunskih boleznih obstaja nevarnost, da melatonin izboljša ali poslabša simptome zaradi imunomodulacije. Študija na državni Penn College of Medicine v Milton S. Hershey Medical Center ugotavlja, da posamezniki, ki imajo ortostatsko intoleranco ali bolezen srca, ki povzroči znižan krvni pritisk in omejen dotok krvi v možgane, ko človek stoji lahko privede do poslabšanja simptomov ob jemanju melatonina. Do tega pride, ker melatonin zmanjša živčno aktivnost. Uporaba melatonina pridobljenega iz živalskega tkiva predstavlja nevarnost okužbe z virusi, medtem ko te nevarnosti pri sinteznem melatonu ni.